# Paul Lafargue
Paul Lafargue (Santiago de Cuba, 15 de enero de 1842-Draveil, 25 de noviembre de 1911) fue un periodista, médico, teórico político y revolucionario francés. Nacido en una familia acomodada franco-cubana, Lafargue pasó la mayor parte de su vida en Francia, aunque también pasó periodos ocasionales en Inglaterra y España. En un principio su actividad política se orientó a partir de la obra de Proudhon y Auguste Blanqui, pero el contacto con Karl Marx (del que llegó a ser yerno al casarse con su segunda hija, Laura) acabó siendo determinante. Lenin le describió como uno de “los más talentosos y profundos divulgadores de las ideas del marxismo”. Su obra más conocida es El derecho a la pereza. Murió a la edad de 69 años junto a su esposa Laura en un suicidio que desde hacía tiempo tenían planeado.

## Biografía

### Juventud y primera etapa en Francia
El padre de Lafargue era un acomodado propietario de plantaciones de café en Cuba y, por ello, Paul pudo comenzar sus estudios en Santiago de Cuba (por aquel entonces una provincia española) y proseguirlos en Francia. En 1851 la familia Lafargue se mudó a Burdeos, ciudad de la cual era oriundo su padre François Lafargue. Posteriormente estudió Medicina en París.
Es en París donde Lafargue comenzó su carrera política e intelectual, adhiriéndose a la filosofía positivista y entrando en contacto con los grupos republicanos que se oponían al reinado de Napoleón III. Parece que la obra de Pierre-Joseph Proudhon le influyó particularmente en esta fase de su vida y fue con ideales anarquistas proudhonianos como Lafargue ingresó en la sección francesa de la "Asociación Internacional de Trabajadores" (la AIT, más conocida como Primera Internacional). Sin embargo, pronto se relacionó con dos de las personalidades más prominentes del pensamiento revolucionario, Karl Marx y Luis Augusto Blanqui, cuya influencia eclipsó completamente las tendencias anarquistas que hasta entonces había mostrado Lafargue.
Es durante esta época cuando Lafargue entra en contacto con la masonería e ingresa en la logia L´Avenir atraído por el librepensamiento.
En 1865, tras participar en el Congreso Internacional de Estudiantes celebrado en la ciudad belga de Lieja, las universidades francesas prohibieron que Lafargue pudiera tener ninguna relación con las mismas, por lo que tuvo que marcharse a Londres para empezar allí de nuevo su carrera. En Londres se convirtió en un asiduo de la casa de Karl Marx, donde conocería a su hija Laura, con la que acabaría contrayendo matrimonio en 1868. Su actividad política tomó un nuevo rumbo en Inglaterra, pues fue elegido miembro del Consejo General de la Primera Internacional, y acabó siendo nombrado secretario corresponsal para todo lo concerniente a España (cargo que desempeñó entre 1866 y 1868). Sin embargo, parece que no consiguió establecer ningún tipo de contacto serio con las organizaciones de trabajadores españolas. Las organizaciones españolas sólo entrarían a formar parte de la Internacional a partir de la Revolución Gloriosa de 1868, mientras que la llegada a España del anarquista italiano Giuseppe Fanelli convirtió al país en un bastión del movimiento anarquista (y no de la corriente marxista que representaba Lafargue).
La oposición de Lafargue al anarquismo se volvió notoria cuando, al regresar a Francia, escribió una serie de artículos en los que criticaba la influencia de Proudhon en algunas organizaciones obreras francesas. Esta serie de artículos supuso el punto de partida de una larga carrera como articulista político.

### Estancia en España

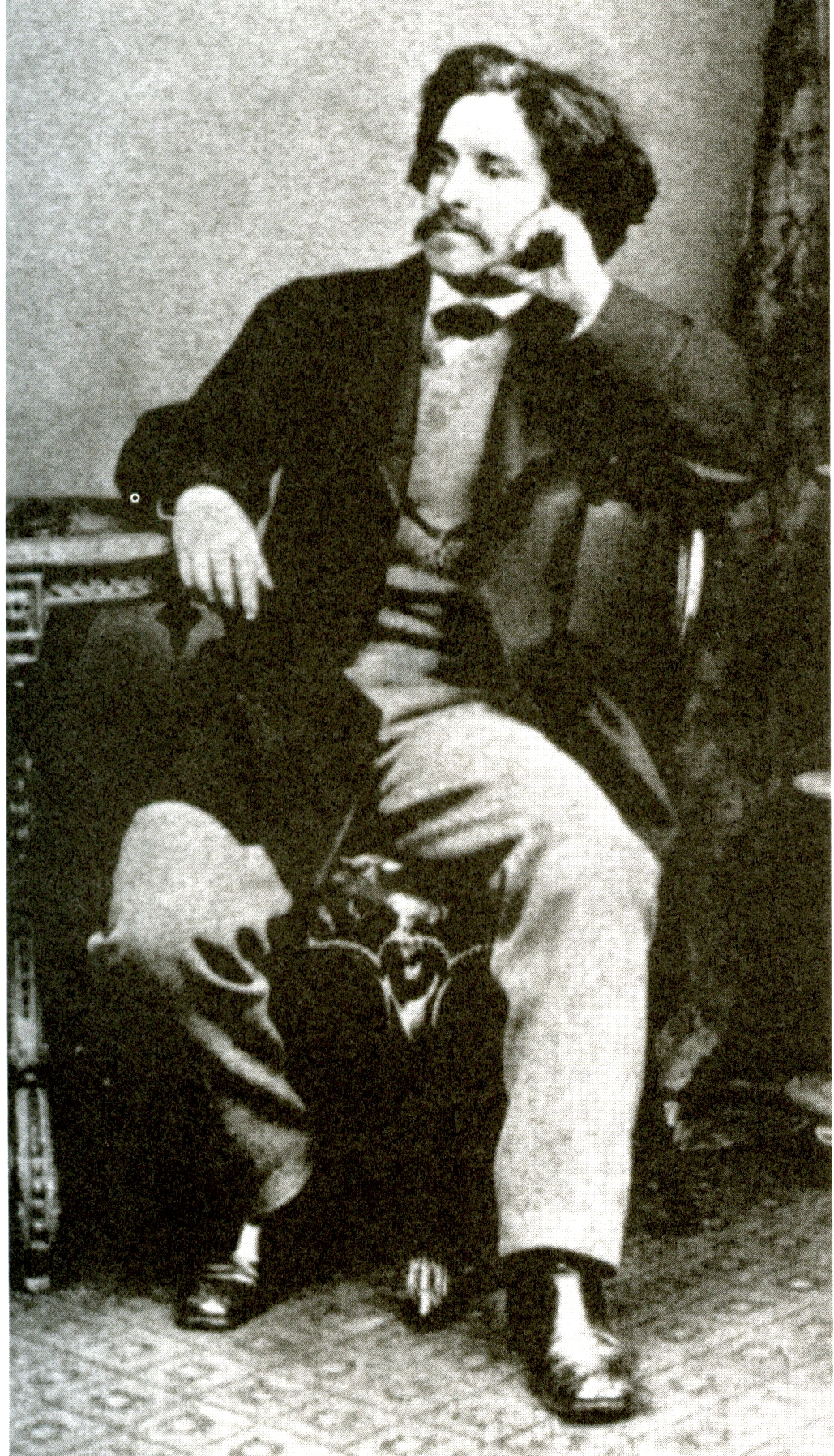
Lafargue en 1871.

Tras el episodio revolucionario de la Comuna de París de 1871, la represión política obligó a Lafargue a emigrar a España. Se estableció en Madrid, donde contactó con algunos miembros locales de la Internacional, como Pablo Iglesias Posse, fundador del PSOE y la UGT, sobre los que su influencia acabaría siendo muy importante.
A diferencia de lo que ocurría en otros países europeos, la influencia del anarquismo (especialmente en el mundo rural de Andalucía e industrial de Cataluña) fue enorme, aun tratándose de un país tan abrumadoramente agrario como era España entonces. La mayoría de los revolucionarios españoles formaban parte de la facción anarquista de la Internacional (y su peso seguiría siendo enorme hasta la guerra civil española). Lafargue se dedicó a intentar redirigir esta tendencia hacia el marxismo, tarea en la que estuvo cercanamente asesorado por Friedrich Engels. Esta labor tenía también importantes implicaciones a nivel internacional, ya que la federación española de la Internacional era uno de los pilares principales de la facción anarquista.
La tarea encomendada a Lafargue consistía principalmente en reunir en Madrid un grupo marxista que fuese capaz de liderar la actividad revolucionaria. Al mismo tiempo que llevaba esto a cabo, Lafargue comenzó a escribir artículos anónimos para el periódico La Emancipación en los que defendía la necesidad de crear un partido político de la clase obrera (uno de los principales puntos de desacuerdo con los anarquistas). En algunos de estos artículos, Lafargue expresaba sus propias ideas acerca de la necesidad de reducir la jornada laboral (una concepción que no era ajena al pensamiento del propio Marx).
En 1872, tras un ataque de La Emancipación contra el nuevo y anarquista Consejo Federal, la Federación de Madrid expulsó a los que habían firmado ese artículo. Al poco estos crearon la Nueva Federación de Madrid, un grupo que nunca llegó a tener una gran influencia. La última actividad de Lafargue como activista político en España consistió en representar a la minoritaria sección marxista en el Congreso de La Haya de 1872, congreso que significó el final de la Primera Internacional como asociación unitaria de todos los socialistas.

### Segunda etapa en Francia

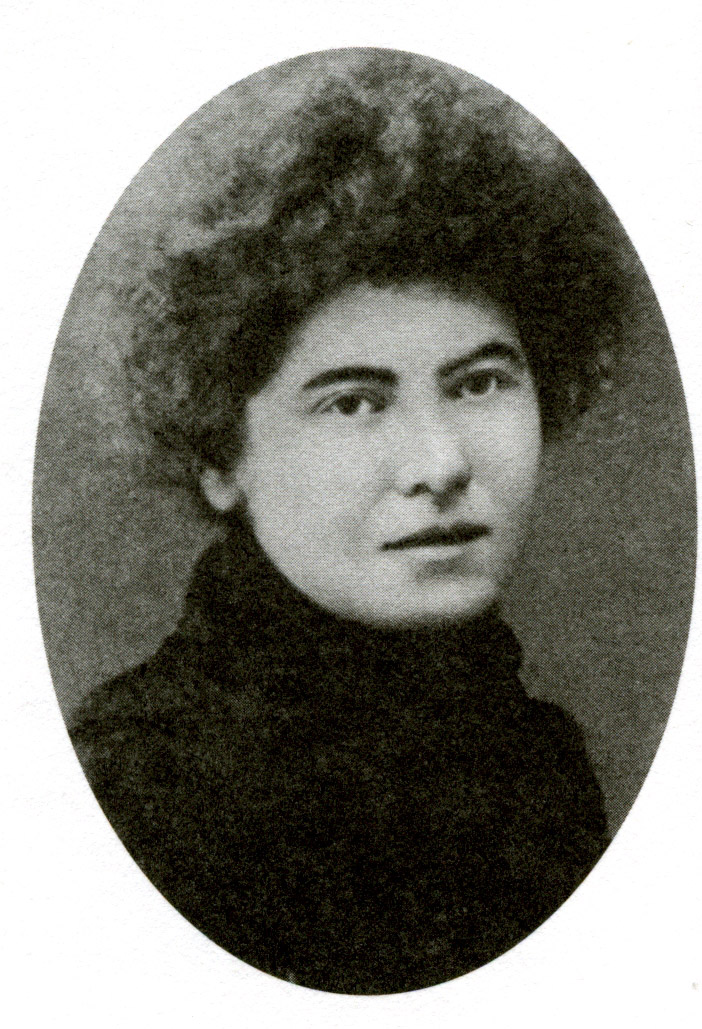
Laura Marx, esposa de Lafargue.

En 1873 Lafargue se trasladó a Londres. Para entonces ya había dejado de ejercer la Medicina, pues ya no tenía fe en ella después de la muerte en la infancia de sus tres hijos y los de Laura. Abrió un taller de litografía, pero la escasez de los ingresos que consiguió con él le obligó en varias ocasiones a pedir dinero a Engels (que era propietario de industrias). Gracias a la ayuda de Engels volvió a entrar en contacto desde Londres con el movimiento obrero francés (el cual estaba empezando a ganar de nuevo base social, después de la tremenda represión reaccionaria que había llevado a cabo Adolphe Thiers durante los primeros años de la III República francesa).
A partir de 1880, trabajó de nuevo como editor del periódico socialista francés L'Égalité. Durante ese mismo año, y en esa publicación, Lafargue comenzó a publicar el primer borrador de El derecho a la pereza. Fue uno de los textos más difundidos de la literatura socialista mundial, probablemente sólo superado por el "Manifiesto del Partido Comunista" de Karl Marx y Friedrich Engels. En 1882, comenzó a trabajar en una compañía de seguros, lo que le permitió trasladarse de nuevo a París y participar más en la política socialista francesa. Junto con Jules Guesde y Gabriel Deville, comenzó a dirigir las actividades del recién iniciado Partido Obrero Francés (Parti Ouvrier Français; POF), que hizo entrar en conflicto con otras tendencias importantes de izquierda: el anarquismo, así como los radicales jacobinos y blanquistas.
Desde entonces hasta su muerte, Lafargue siguió siendo el teórico más respetado del POF, no solo extendiendo las doctrinas marxistas originales, sino también agregando ideas originales propias. "Lafargue ya era muy reconocido por sus ideas dentro del movimiento obrero francés y ayudó a interesar a la clase trabajadora, en crear una audiencia obrera, para las enseñanzas de Marx", explica Yohanka León, investigadora del Instituto de Filosofía de Cuba. También participó en actividades públicas como huelgas y elecciones, y fue encarcelado varias veces. Fue un activo militante en la Comuna de París y miembro fundador de sus secciones en Francia, España y Portugal. Lafargue fue también dirigente de la II Internacional.
En 1891, a pesar de estar bajo custodia policial, fue elegido para el Parlamento francés en Lille, siendo el primer socialista francés en ocupar tal cargo. Su éxito alentaría al POF a seguir participando en actividades electorales y abandonar en gran medida las políticas insurreccionales de su período anterior.
Sin embargo, Lafargue continuó su defensa de la ortodoxia marxista contra cualquier tendencia reformista, como lo demuestra su conflicto con Jean Jaurès, así como su negativa a participar con cualquier gobierno "burgués".

### Últimos años y suicidio

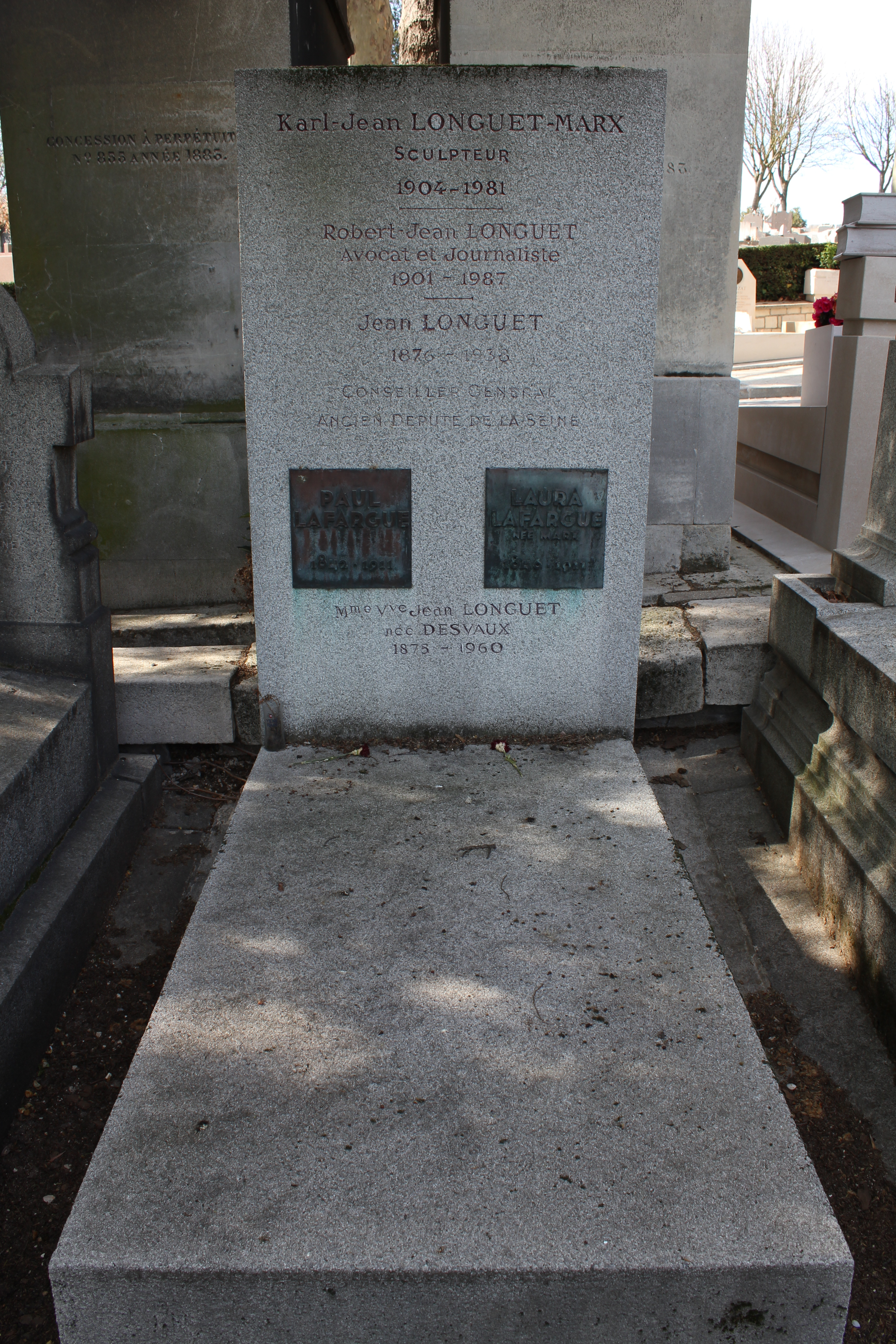
Sepultura de Lafargue y su esposa Laura Marx en Cementerio del Père Lachaise.

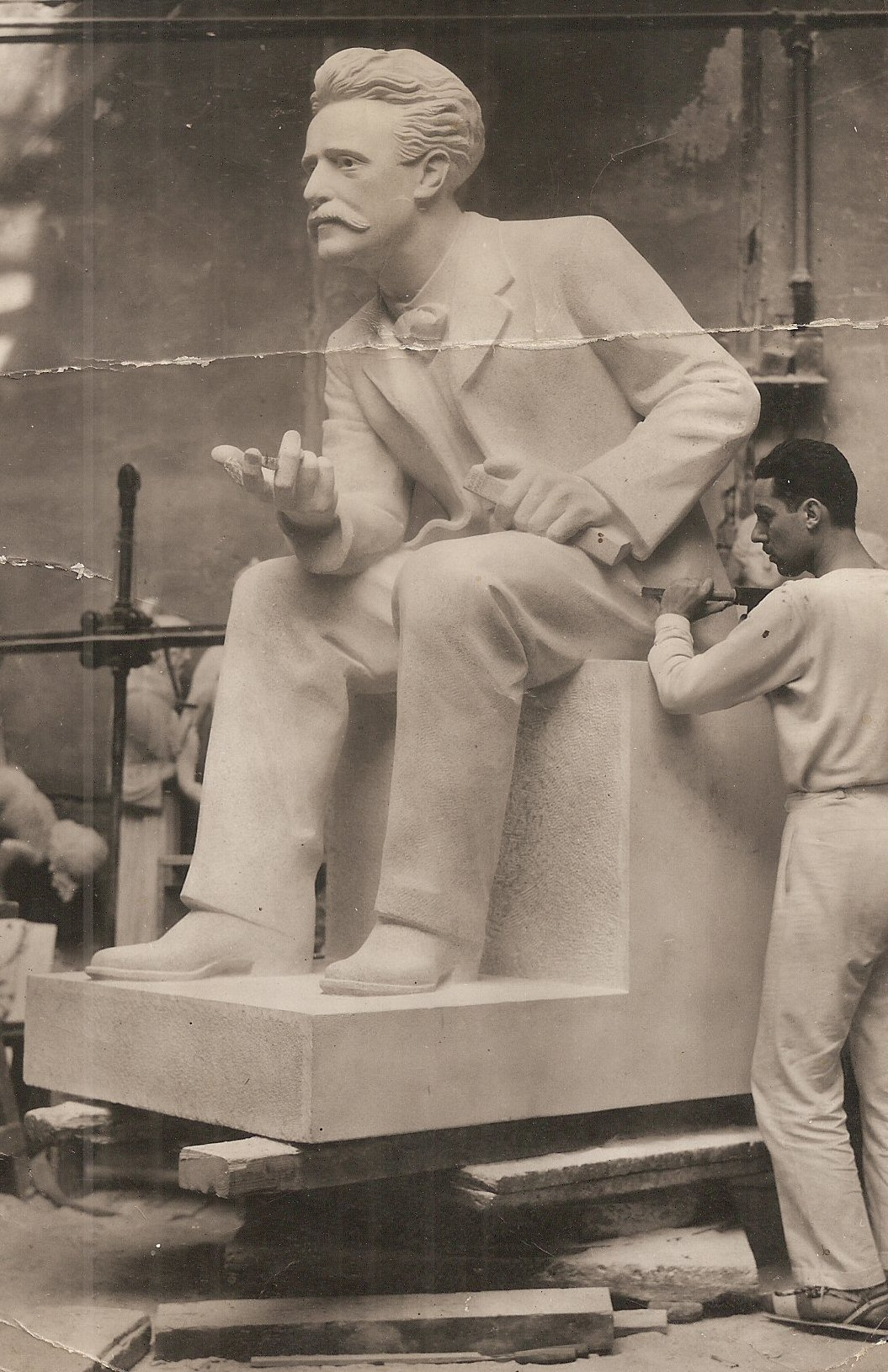
Monumento a Paul Lafargue de André Lasserre (1936).

En 1908, después de un Congreso en Toulouse, las diferentes tendencias socialistas se unificaron en la forma de un solo partido. Lafargue se opuso al reformismo socialdemócrata defendido por Jean Jaurès.
Durante estos últimos años, Lafargue ya había comenzado a descuidar la política, viviendo en las afueras de París en el pueblo de Draveil, limitando sus contribuciones a una serie de artículos y ensayos, así como a la comunicación ocasional con algunos de los activistas socialistas más conocidos de la época, como Karl Kautsky y Hjalmar Branting de la generación anterior y Karl Liebknecht o Vladimir Lenin de la generación más joven. Fue en Draveil donde Lafargue y su esposa Laura Marx terminaron sus vidas juntos mediante envenenamiento, para sorpresa e incluso indignación de los socialistas franceses y europeos.
En su carta de suicidio, explicaron por qué se suicidaron. Lafargue escribió:

Sano en cuerpo y mente, termino mi vida ante una vejez despiadada que me ha quitado mis placeres y alegrías uno tras otro; y que me ha estado despojando de mis poderes físicos y mentales, puede paralizar mi energía y romper mi voluntad, convirtiéndome en una carga para mí mismo y para los demás.

Durante algunos años me había prometido a mí mismo no vivir más allá de los 70; y fijé el año exacto para mi partida de la vida. Preparé el método para la ejecución de nuestra resolución, era un ácido hipodérmico de cianuro.
Muero con la alegría suprema de saber que en algún momento futuro, la causa a la que me he dedicado durante cuarenta y cinco años triunfará.

¡Viva el comunismo! ¡Viva el socialismo internacional!

La mayoría de los socialistas conocidos deploraron su decisión pública o privadamente. Unos pocos aceptaron su decisión con comprensión. En particular el anarquista español Anselmo Lorenzo, que había sido un importante rival político de Lafargue durante su período español, escribió:

El doble, original y, cualquiera que sea la respuesta rutinaria, incluso simpática del suicidio de Paul Lafargue y Laura Marx [en España, las mujeres conservan su apellido de soltera después del matrimonio], que conocieron y pudieron vivir unidos y amantes hasta la muerte, ha despertado mis recuerdos. [...] Lafargue fue mi maestro: su memoria es para mí casi tan importante como la de Fanelli. [...] En Lafargue había dos aspectos diferentes que lo hacían aparecer en constante contradicción: afiliado al socialismo, era anarcocomunista por íntima convicción; pero enemigo de Bakunin, por sugerencia de Marx, trató de dañar el anarquismo. Debido a esa doble forma de ser, causó efectos diferentes en aquellos que tenían relaciones con él: los sencillos fueron consolados por sus optimismos, pero aquellos tocados por pasiones deprimentes cambiaron la amistad en odio y produjeron problemas personales, divisiones y crearon organizaciones que, debido al vicio original, siempre darán frutos amargos.

En el periódico El socialista de Pablo Iglesias Posse se le conmemoró de la siguiente forma:

Este luchador, que desaparece de manera tan trágica, fue un gran escritor y un erudito, que multiplicó sus estudios y sus polémicas en toda la prensa socialista.

Numerosas son las obras en que ha revelado la fuerza de su espíritu y su inteligencia, escritas en estilo mordaz, enérgico y muy original. [...]

El gran luchador nos ha abandonado, pero le sobrevive lo que es mejor y más alto en el hombre: una obra fecunda, original y fuerte.

Adolf Joffe, quien más tarde se suicidó para protestar por la expulsión de León Trotski del Comité Central del Partido Comunista Soviético, señaló en su carta final a Trotski a punto de suicidarse que aprobaba el pacto suicida de Lafargue y Marx en su juventud:

Cuando todavía era un joven inexperto, y el suicidio de Paul Lafargue y su esposa Laura Marx levantó tal protesta en los partidos socialistas, defendí firmemente la naturaleza correcta y de principios de sus posiciones. Recuerdo que objeté vehementemente a August Bebel, que estaba indignado por estos suicidios, que si uno podía argumentar en contra de la edad en que los Lafargues eligieron morir —porque aquí no estábamos tratando con el número de años, sino con la posible utilidad de una figura política— entonces uno no podía de ninguna manera argumentar en contra del principio mismo de una figura política que se apartaba de esta vida en el momento en que se sentía que ya no aportaría ningún beneficio a la causa a la que se había dedicado.

Paul Lafargue y Laura Marx fueron enterrados el 3 de diciembre en la división 76 (cerca del Muro de los Comuneros) del cementerio de Père Lachaise en París. Su sobrino Jean Longuet y su esposa y sus dos hijos más tarde fueron enterrados en la misma tumba. En el entierro estuvieron presentes unas 60.000 personas, entre ellos Antonio Fabra, y se pronunciaron discursos Jean Jaurès, Keir Hardie y Karl Kautsky entre otros. Vladimir Lenin, quien fue uno de los oradores en el funeral como representante del POSDR, más tarde le dijo a su esposa Nadezhda Krupskaya:

Si uno no puede trabajar para el Partido por más tiempo, uno debe ser capaz de mirar la verdad a la cara y morir como los Lafargue.

## Pensamiento y legado

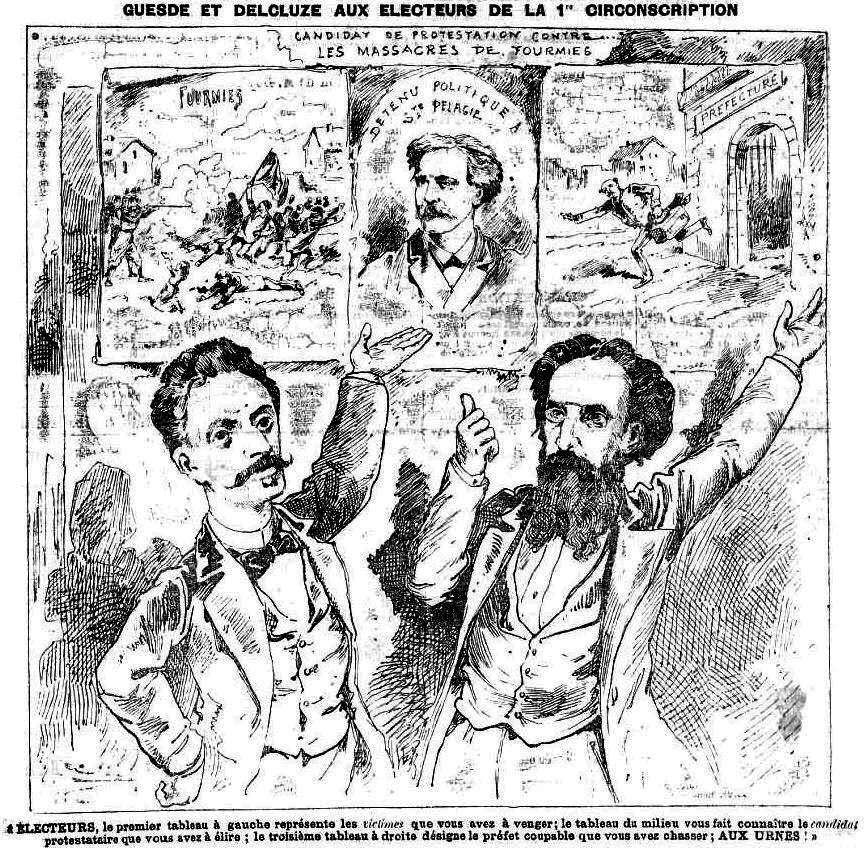
Caricatura propagandística electoral de Alfred Delcluze, Lafargue y Jules Guesde por Achille Lemot.

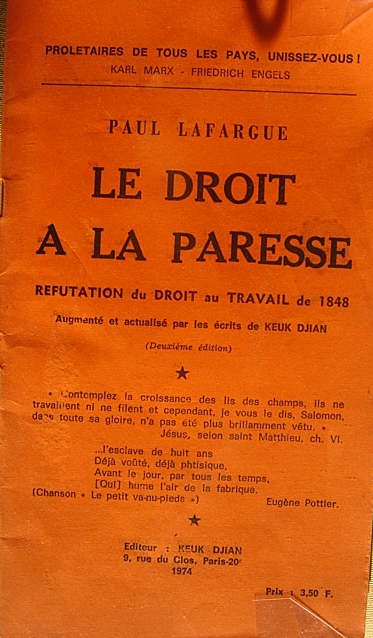
El derecho a la pereza

Lafargue tenía una amplia gama de intereses como filosofía, lenguaje, mitología, crítica literaria, historia, economía política y religión. Fue uno de los primeros divulgadores de las teorías de Marx en Francia. Sus estudios acerca de la sociedad "presagian algunas de las ideas desarrolladas más tarde por los teóricos del imperialismo". Lenin le describió como uno de “los más talentosos y profundos divulgadores de las ideas del marxismo”. En 1880 afirmaba que "Marx estableció [...] la ley que explica toda la producción capitalista" fundada en "la generación de plusvalía". Dicha ley resume en La Religión del Capital: 
"Como una prensa hidráulica [...] presionando y torciendo al asalariado, el capitalista extrae el trabajo contenido en sus músculos y nervios; cada gota de sudor que exprime se convierte en capital. Cuando, agotado y exhausto, el empleado ya no devuelve bajo su torsión el excedente de trabajo que produce plusvalía, lo arroja a la calle como los recortes y la basura de las cocinas".
Aunque Lafargue afirmaba ser un "discípulo de Marx y Engels" se le identifica como un marxista poco ortodoxo. Las dificultades del lenguaje alemán y sus limitados conocimientos económicos llevaron a Lafargue a simplificar la teoría marxista, a veces cayendo en el "determinismo económico", influido por la ideas de Giambattista Vico. Claude Willard explica que en Lafargue hay "una visión simplista, abstracta y apocalíptica del capitalismo y su caída". 
"Los fenómenos económicos son los [...] terribles revolucionarios que trastornan [...] los cimientos seculares de las sociedades; [...] No somos más que portavoces de los fenómenos económicos: si, como las aves del mar que anuncian la tormenta a los marineros, anunciamos a las clases dirigentes la tormenta que barrerá sus privilegios, no somos nosotros los que la soplamos".
Engels a menudo corregía los errores de Lafargue, llegando a decirle que "Marx no es un hombre al que se le permita ser tratado a la ligera" y "soy decididamente de la opinión de que usted debe releer seriamente El Capital de principio a fin". Poco antes de que Marx muriera en 1883, escribió una carta a Lafargue y al organizador del Partido de los Trabajadores Franceses, Jules Guesde, quienes ya afirmaban representar los principios "marxistas". Marx los acusó de "fraseología revolucionaria" y de negar el valor de las luchas reformistas. Este intercambio es la fuente de la observación y famosa cita de Marx, reportada por Friedrich Engels en una carta a Eduard Bernstein:
"Lo que en Francia se llama «marxismo» es sin duda un artículo muy especial, hasta el punto de que Marx le dijo a Lafargue:  «tout ce que je sais, c'est que je ne suis pas marxiste» («todo lo que sé, es que no soy marxista»)".
Sin embargo, Lafargue consiguió lavar la imagen de Marx en Francia por ser un "socialista alemán" y defendió las tesis marxistas contra el revisionismo de la socialdemocracia alemana, en particular contra el neokantismo. Fue un firme defensor del materialismo histórico frente al idealismo y darwinismo social. Rechazó la ley de hierro de los sueldos de Ferdinand Lassalle, que "Jules Guesde se equivocó al importar a Francia" y analizó los "trusts americanos" que "realizan una labor revolucionaria, sin saberlo" como prueba de la contradicción del capitalismo donde la competencia, una vez "proclamada reina soberana" destruye a sí misma y engendra la centralización del capital. Lafargue también apoyó la emancipación de la mujer en contra de la sociedad patriarcal. 
"La maternidad y el amor permitirán a la mujer reconquistar la posición superior que ocupaba en las sociedades primitivas, cuyo recuerdo ha sido conservado por leyendas y mitos de las antiguas religiones". 
Respecto a la religión, Lafargue escribió muchos panfletos contra ella. la consideraba como un "instrumento de opresión en manos de las clases dominantes", especialmente la Iglesia Católica con la encíclica Rerum novarum del papa León XIII y su ataque frontal contra el marxismo; pero desalentaba el anticlericalismo burgués, que es "una copia del clericalismo de la clase media sobrealimentada".
"Mientras luchaba contra la nobleza, sostenida por el clero, la burguesía enarbolaba el libre examen y el ateísmo; pero, una vez triunfante, cambió de tono y de conducta; y hoy pretende apuntalar con la religión su supremacía económica y política. [...] La moral capitalista, lastimosa parodia de la moral cristiana, anatemiza la carne del trabajador; su ideal es reducir al productor al mínimo de las necesidades, suprimir sus placeres y sus pasiones y condenarlo al rol de máquina que produce trabajo sin tregua ni piedad".

El yerno de Marx fue es principalmente conocido sobre todo como panfletista, especialmente por ser el autor de El derecho a la pereza, obra escrita a modo de una refutación a El derecho al trabajo de Louis Blanc. "Los filósofos de la antigüedad enseñaban el desprecio al trabajo, esa degradación del hombre libre". En él propone alcanzar, mediante la generalización del uso de las máquinas y la reducción de la jornada laboral, el estadio de los derechos del bienestar con el que culminaría la revolución social y la satisfacción de las necesidades humanas elementales.
"A medida que la máquina se perfecciona y quita el trabajo del hombre con una rapidez y una precisión constantemente crecientes, el obrero, en vez de prolongar su descanso en la misma proporción, redobla su actividad, como si quisiera rivalizar con la máquina. ¡Qué competencia absurda y mortal!"

El profesor emérito de historia de la Universidad de Columbia, Leslie Derfler, autor de la biografía Paul Lafargue y la fundación del socialismo francés, sostuvo para la BBC que:
"Yo creo que uno de sus principales logros fue aplicar el análisis marxista a diferentes campos, como la literatura. Lafargue hace una interpretación marxista de autores como Emile Zola y en ese sentido es también precursor de corrientes de análisis literarios que vendrían después".

### Obras en español
- 1883 - El Derecho a la Pereza
- 1887 - La religión del capital
- 1895 - Idealismo y materialismo en la concepción de la historia.
- 1898 - El Origen de las Ideas Abstractas
- 1903 - El método histórico
- 1904 - El Materialismo económico de Marx
- 1909 - El Matriarcado
- (1937) - Recuerdos sobre Marx
- (1976) - Pablo Lafargue: textos escogidos, Editorial de Ciencias Sociales
- (2009) - El derecho a la pereza (1880), La religión del capital (1887) y La organización del trabajo (1882), Editorial Fundamentos, ISBN 978-84-245-0109-9.
- (2013) - El derecho a la pereza (1880), La jornada laboral de ocho horas, Fundación Federico Engels, ISBN 978-84-96276-92-5.
- (2013) - ¿Por qué cree en Dios la burguesía? y La caridad cristiana, Fundación Federico Engels, ISBN 978-84-96276-93-2.
- (2013) - El Origen de Las Ideas Abstractas, CreateSpace Independent Publishing Platform ISBN 978-84-96276-93-2
- (2020) - Escritos de Paul Lafargue (1842-1911), Fundación Federico Engels, ISBN 978-84-16285-56-3.
- (2024) - En defensa del materialismo histórico, Ediciones R y R, ISBN 9874412798

### Obras en francés
Por orden cronológico de aparición:
- 1880 - Le Droit à la paresse (Refutación del libro « Droit au travail » de 1848), 1880, Nouvelle édition, 1883, wikisource
- 1881 - Le Parti socialiste allemand
- 1881 - La Politique de la bourgeoisie
- 1881 - Que veulent donc les seigneurs de l'industrie du fer ?
- 1881 - Au nom de l'autonomie
- 1881 - Le Sentimentalisme bourgeois
- 1881 - M. Paul Leroy-Beaulieu
- 1881 - L'Autonomie
- 1882 - L'Ultimatum de Rothschild
- 1882 - Les Luttes de classes en Flandre de 1336-1348 et de 1379-1385
- 1882 - La Journée légale de travail réduite à huit heures
- 1882 - Un moyen de groupement
- 1882 - La Base philosophique du Parti ouvrier
- 1883 - Essai critique sur la Révolution française du XVIIIe siècle
- 1884 - Le Matérialisme économique de Karl Marx, cours d'économie sociale
- 1885 - La Légende de Victor Hugo, écrit pamphlétaire écrit quelques jours après l'enterrement de ce dernier et l'accusant de n'être qu'un bourgeois opportuniste
- 1885 - Une visite à Louise Michel
- 1886 - Sapho
- 1886 - Les Chansons et les cérémonies populaires du mariage
- 1886 - Le Matriarcat, étude sur les origines de la famille, (ed Kodawa, 126p. 2012 ISBN 979-10-90589-06-3)
- 1887 - La Circoncision, sa signification sociale et religieuse
- 1887 - La Religion du Capital, Wikisource
- 1888 - Le Parti ouvrier français
- 1890 - Pie IX au Paradis
- 1890 - Le Darwinisme sur la scène française
- 1890 - Souvenirs personnels sur Karl Marx
- 1891 - Appel aux électeurs de la a 1re circonscription de Lille
- 1891 - La boucherie du Fourmies du 1er mai 1891
- 1893 - Origine de la propriété en Grèce
- 1893 - Un appétit vendu
- 1895 - Campanella, étude sur sa vie et sur la Cité du Soleil
- 1895 - Idéalisme et matérialisme dans la conception de l'histoire
- 1896 - Le Mythe de l'Immaculée Conception, étude de mythologie comparée
- 1896 - Les Origines du Romantisme
- 1896 - Le Socialisme et la Science sociale
- 1897 - La Fonction économique de la bourse, contribution à la théorie de la valeur
- 1899 - Le Socialisme et la Conquête des pouvoirs publics
- 1899 - Origine de l'idée du Bien
- 1900 - Le Socialisme et les Intellectuels
- 1903 - Les trusts américains : leur action économique, sociale, politique
- 1904 - Souvenirs personnels sur Friedrich Engels
- 1904 - La Question de la femme
- 1904 - Le Mythe de Prométhée
- 1906 - Le Patriotisme de la bourgeoisie
- 1909 - Origine des idées abstraites
- 1909 - La Croyance en Dieu
- 1910 - Le Problème de la connaissance